# Andreas Pientka
Andreas „Andi“ Pientka (* 1993 in Datteln) ist ein deutscher Jazzmusiker (Kontrabass, Komposition).

## Leben und Wirken
Pientka spielte als Schüler zunächst Rockmusik. In der Bigband der örtlichen Musikschule begann er sich für Jazz zu interessieren; er wechselte zum Kontrabass mit Unterricht bei Stefan Werni. Nach einer Studienvorbereitung bei John Goldsby und Dieter Manderscheid begann er 2013 ein Jazzstudium an der Essener Folkwang Universität der Künste bei Robert Landfermann, dem sich dort 2018 bis 2021 ein Masterstudium anschloss, das er mit Auszeichnung bestand. Während des Studiums gehörte er zunächst zum Jugendjazzorchester NRW; 2016/17 war er Mitglied im Bundesjazzorchester.
Pientka arbeitete zunächst im Trio mit Felix Hauptmann und Michael Knippschild. Um seine eigenen Kompositionen aufzuführen, gründete er sein eigenes Tentett. Sein Debütalbum Tiefe Nacht, das 2022 bei Double Moon Records erschien und den Fauststoff aufgreift, changiert teilweise zwischen Jazz und Klassik. Weiterhin spielte er mit Frank Delle, Markus Stockhausen, Florian Weber, Paul Heller, Swingles, R. A. Ramamani, Nils Landgren, Moein, Mike Herting, Sigurður Flosason, Hrólfur Vagnsson, der WDR Big Band, Grand Central Jazz Orchestra, Big Band Convention, Michael Heupel, Thomas Alkier und Gerd Dudek. Er hat auch mit der Popgruppe Rekk (SixtyTwo) aufgenommen.

## Diskographische Hinweise
- JugendJazzOrchester NRW: Triangle (Landesmusikrat.NRW 2014)
- Michael Villmow/Bujazzo: Verley uns Frieden (Double Moon Records 2017)
- Andreas Pientka Tentet: Tiefe Nacht (Double Moon Records 2022, mit Cay Schmitz, Christian Mehler, János Löber, Philip Schittek, David Bernds, Julius van Rhee, Camila Moukarzel-Ortega, Marc Doffey, Ole Sinell, Niklas Roever, Alex Parzhuber)